# Congrés Cèltic

Les Sis Nacions considerades el cor dels celtes moderns
----
Escòcia
Irlanda
Man
Gal·les
Cornualla
Bretanya

El Congrés Cèltic Internacional és una organització cultural que cerca promoure les llengües cèltiques de les nacions d'Irlanda, Escòcia, Gal·les, Bretanya, Cornualla i l'Illa de Man. Es tracta d'una organització no política 
i el seu objecte declarat és "... perpetuar la cultura, els ideals i les llengües dels pobles celtes, i per mantenir un contacte intel·lectual i l'estreta cooperació entre les comunitats celtes respectives."
El Congrés Cèltic no ha de ser confós amb una organització similar, la Lliga Cèltica que s'involucra en afers polítics. Com la Lliga Cèltica, intenta "dur a terme ... un congrés internacional anual a un dels sis països celtes, si és possible, d'acord amb una rotació fixa". La mateixa Lliga Celta va separar-se del Congrés Celtic amigablement per assolir els objectius polítics, i moltes persones en són membres d'ambdues.
Hi ha un Congrés Cèltic Internacional cada any a un dels països cèltics, treballant per un torn acordat per endavant. El Congrés de 2014 tindrà lloc a Cardiff.

## Història
Han tingut lloc dues trobades del Congrés Intercèltic en 1838 i 1867 i des de 1904 l'Associació Cèltica té una branca còrnica. En 1917 es va crear el Congrés Cèltic de la unió del l'Associació Cèltica i el Congrés Pancèltic i v a tenir la seva primera trobada a l'Eisteddfod de Birkenhead de 1917. Des del 1920 hi va ser representada novament una branca còrnica. Les trobades eren irregulars abans de la Segona Guerra Mundial, encara que des del 1920 s'hi va involucrar el Partit Nacional d'Escòcia (antecessor del Partit Nacional Escocès) i l'aleshores taoiseach d'Irlanda, Éamon de Valera consentí en ser patrocinador de l'organització cap al 1930.
Es va produir un buit d'onze anys abans que el Congrés Cèltic d'agost de 1949 a Bangor (Gal·les), on entre els delegats es van incloure Sir Ifor Williams i Conor Maguire, President del Tribunal Suprem d'Irlanda. S'han celebrat trobades gairebé tots els anys des d'aleshores.